# 바알
바알(/ˈbeɪ.əl, ˈbɑːl/) /bɑːˈɑːl/)은 고대 근동 시대에 레반트에서 사용된 북서셈어군 언어에서 '주인' 또는 '군주'를 의미하는 칭호이자 존칭이었다. 사람들 사이에서 사용되다가 신들에게도 적용되었다. 학자들은 이전에 테오님을 태양신 숭배 및 다양한 관련 없는 수호신과 연관시켰지만, 비문들은 바알이라는 이름이 특히 폭풍신이자 생식력의 신인 하닷과 그의 지역적 발현과 연관되어 있음을 보여주었다.
히브리어 성경에는 다양한 레반트 신화의 신들을 지칭하는 용어로 이 용어가 포함되어 있는데, 종종 아다드에게 적용되었고, 그는 거짓 신으로 비난받았다. 이 사용법은 기독교와 이슬람교에 계승되었으며, 때로는 악마학에서 바알제붑의 형태로 나타나기도 했다.
우가리트의 신 바알(𐎁𐎓𐎍)은 고대 근동에서 현존하는 가장 긴 서사시 중 하나인 바알 서사시의 주인공이다.

## 이름

### 별칭
바알의 널리 사용되는 별칭은 "구름을 탄 자"(rkb ʿrpt, 시편 68:5의 rkb bʿrbt 참조; 우가리트어 rkb ʿrpt)이다. 이는 제우스의 "구름을 모으는 자"와 야훼의 "하늘을 타는 자"와 관련이 있다. 영어 단어 ride처럼 rkb는 말과 성적인 용법을 가지고 있다.

### 어원
영어 용어 "바알"(Baal)의 철자는 신약성경과 70인역에 나오는 코이네 그리스어 Báal (Βάαλ)에서 유래했으며, 불가타에 나오는 라틴어 형태 Baal에서 유래했다. 이 형태들은 다시 모음이 없는 북서셈어 형태 BʿL (페니키아어 및 언어 오류(xpu): 𐤁𐤏𐤋)에서 유래한다. 이 단어의 성경적 의미인 페니키아 신과 일반적으로 거짓 신들은 잉글랜드의 종교 개혁 동안 모든 우상, 성인의 이콘, 또는 일반적으로 로마 가톨릭교회를 지칭하는 것으로 확장되었다. 이러한 맥락에서, 이 단어는 영어식 발음을 따르며 보통 두 개의 A 사이에 어떠한 표시도 생략된다. 셈어 이름의 정확한 음역에서는 아인이 Baʿal로 표시된다.
북서셈어군 언어—우가리트어, 페니키아어, 히브리어, 아모리어, 아람어—에서 바알(baʿal)이라는 단어는 '주인'을 의미했으며, 나아가 '군주', '주인', 또는 '남편'을 의미했다.
동족어로는 아카드어 벨루(𒂗), 암하라어 발(ባል), 그리고 아랍어 바알(بعل)이 있다. 바알(בַּעַל)과 바알(baʿl)은 현대 히브리어와 아랍어에서 여전히 '남편'이라는 단어로 사용된다. 또한 사물의 소유나 특성의 소유와 관련된 일부 맥락에서도 나타난다.
여성형은 바알라(히브리어: בַּעֲלָה; 아랍어: بَعْلَة)로, 여성 주인을 의미하는 '주부'나 집의 여주인을 의미하며 여전히 '아내'를 의미하는 드문 단어로 사용된다.
초기 현대 학설에서는 켈트족 신 벨레누스와의 비교도 포함되었으나, 현재는 현대 학자들에 의해 널리 거부되고 있다.

## 셈족 종교

### 총칭
수메르어의 엔처럼, 아카드어의 벨루(bēlu)와 북서셈어군의 바알(baʿal, 그리고 그 여성형 baʿalah)은 메소포타미아와 셈족 신전에서 다양한 신들의 칭호로 사용되었다. 특정 신을 의미하는지는 정관사, 속격 또는 별칭, 또는 문맥에 의해서만 확립될 수 있었다.

### 하닷
바알은 기원전 3천년경에 아부 살라비흐의 신 목록에 나타나면서 고유 명사로도 사용되었다. 대부분의 현대 학자들은 이 바알—보통 "주님"(הבעל, 하 바알)으로 구분됨—이 폭풍신이자 생식력의 신인 아다드와 동일하다고 주장한다. 이는 또한 바알 하두의 형태로도 나타난다. 학자들은 아다드 숭배의 중요성이 커지면서, 그의 본명은 고위 사제만이 말할 수 있을 정도로 너무나 신성하게 여겨졌고, 대신 "주님"("바알")이라는 별칭이 사용되었다고 제안한다. 바빌론인들 사이에서 마르두크에게 "벨"이 사용되었고, 이스라엘인들 사이에서 야훼에게 "아도나이"가 사용된 것과 유사하다. 소수 의견은 바알이 가나안 토착 신으로, 그의 숭배가 아다드의 측면과 동일시되거나 흡수되었다고 제안한다. 원래의 관계가 어떠했든, 기원전 1천년경에는 이 둘은 구별되었다. 아다드는 아람인에 의해 숭배되었고, 바알은 페니키아인과 다른 가나안인에 의해 숭배되었다.

### 바알

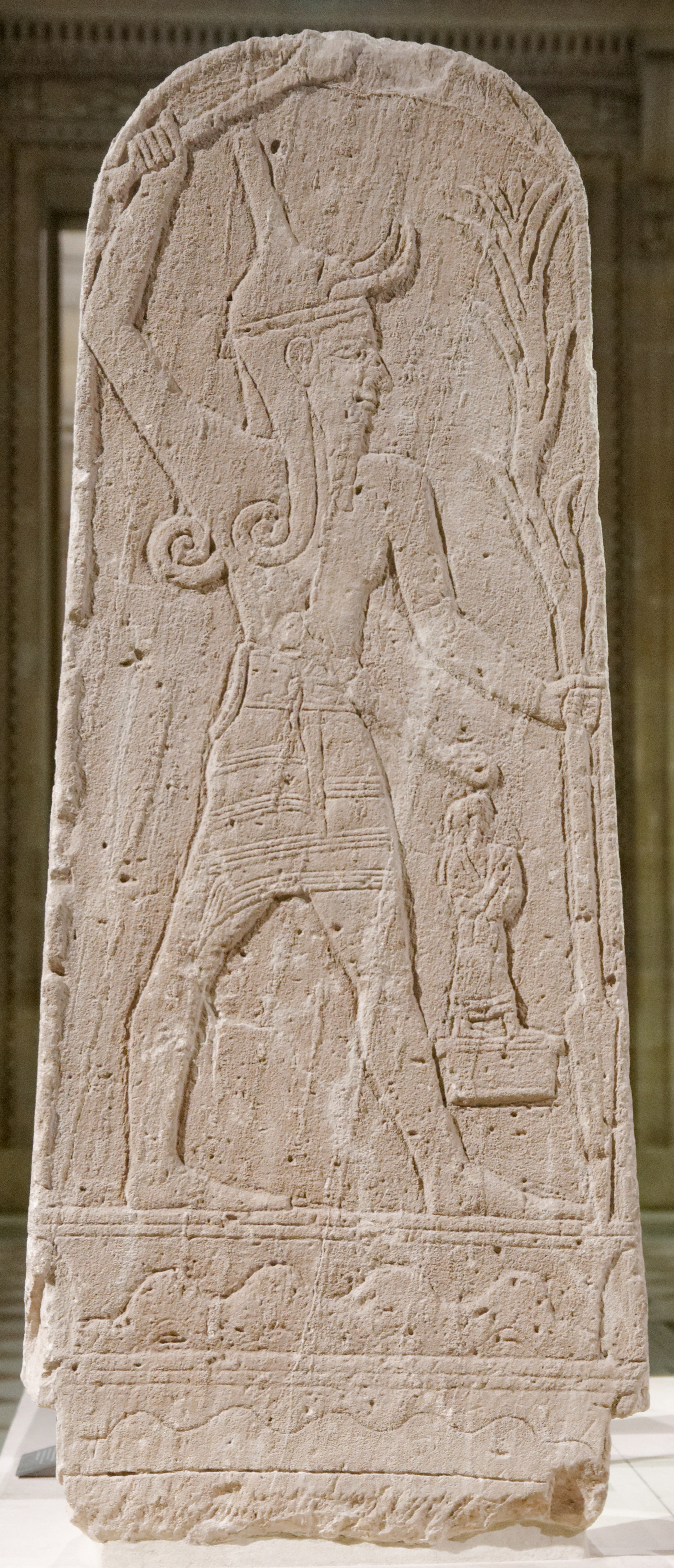
우가리트의 벼락을 든 바알 조각상. 루브르 박물관.

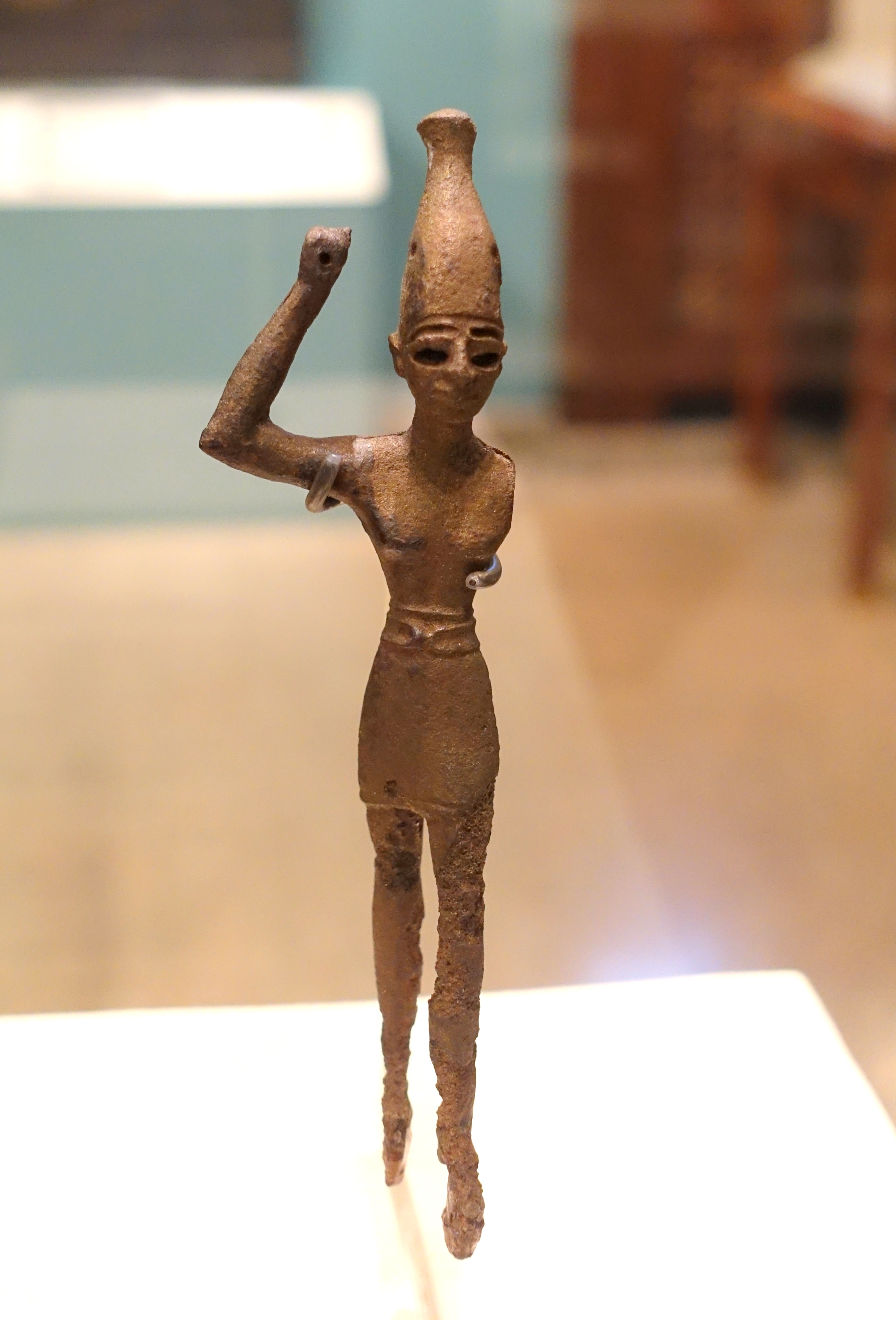
메기도에서 발견된, 기원전 2천년대 중반으로 거슬러 올라가는 바알 신을 나타내는 견고하게 주조된 청동 봉헌 인형.

바알은 현존하는 비문에 잘 기록되어 있으며 레반트 전역의 신명 접두사 이름에서 인기가 많았지만, 그는 보통 다른 신들과 함께 언급되며 "그 자신의 활동 영역은 거의 정의되지 않았다". 그럼에도 불구하고, 우가리트 기록은 그를 기상 신으로 묘사하며, 특히 번개, 바람, 비, 그리고 생식력에 대한 특별한 힘을 가지고 있다. 이 지역의 건조한 여름은 바알이 명계에 머무는 시간으로 설명되었고, 가을에 그의 귀환은 땅을 되살리는 폭풍을 일으켰다고 전해진다. 따라서 가나안에서 바알 숭배는 —그곳에서 그는 결국 엘을 신들의 지도자이자 왕권의 수호신으로 대체했다— 이집트와 메소포타미아와 달리 농업이 강우에 의존했기 때문에 중요했다. 이들은 주요 강에서의 관개에 중점을 두었다. 작물과 나무에 대한 물 가용성에 대한 불안은 그의 숭배의 중요성을 증가시켰고, 이는 비의 신으로서의 그의 역할에 집중하게 했다. 그는 또한 전투 중에도 소환되었는데, 이는 그가 더 거리가 먼 엘과는 달리 인간 세계에 적극적으로 개입한다고 여겨졌음을 보여준다. 레바논의 도시 바알베크는 바알의 이름을 따서 명명되었다. 또는, 바알은 엘과 함께 신성한 공동 통치자였으며, 엘은 집행자였고 바알은 우주를 지탱하는 존재였다.
우가리트의 바알은 아다드의 별칭이었지만, 시간이 지나면서 이 별칭이 신의 이름이 되고 하닷은 별칭이 되었다. 바알은 보통 다곤의 아들로 여겨졌지만, 우가리트 자료에서는 엘의 아들 중 하나로 나타난다. 바알과 엘 모두 우가리트 문헌에서 황소와 연관되었는데, 이는 그들이 힘과 생식력을 모두 상징했기 때문이다. 그는 뱀, 그리고 뱀이 상징하는 얌무(lit. "바다"), 가나안의 바다와 강 신에 대해 특별한 적대감을 가졌다. 그는 탄닌(툰나누), "비틀린 뱀"(Bṯn ʿqltn), "로탄 도망자 뱀"(Ltn Bṯn Brḥ, 성경의 레비아탄), 그리고 "일곱 머리를 가진 강한 자"(Šlyṭ D.šbʿt Rašm)와 싸웠다. 바알과 얌무의 갈등은 현재 일반적으로 성경 다니엘서 7장에 기록된 환상의 원형으로 간주된다. 바다의 정복자로서 가나안인과 페니키아인들은 바알을 선원과 해상 무역상들의 수호신으로 여겼다. 가나안의 죽음의 신인 모트를 정복한 자로서 그는 바알 라피우마(Bʿl Rpu)로 알려져 있었고, 선조 영혼, 특히 통치 왕조의 영혼인 르파임의 지도자로 여겨졌다.
가나안에서 바알 숭배는 중왕국 시대에 이집트로 확산되었고, 기원전 1천년 초 페니키아 식민지화의 물결을 따라 지중해 분지 전역으로 퍼졌다. 그는 다양한 별칭으로 묘사되었는데, 우가리트가 재발견되기 전에는 이들이 별개의 지역 신들을 지칭하는 것으로 여겨졌다. 그러나 데이가 설명했듯이, 우가리트의 문서들은 그들이 "로마 가톨릭교회의 성모 마리아의 지역적 발현과 유사하게 이 특정 신의 지역적 발현"으로 간주되었음을 보여주었다. 이 비문들에서 그는 자주 "승리자 바알"(알리인 또는 아알리인 바알), "가장 강한 자"(알리 또는 알리), 또는 "영웅 중 가장 강한 자"(알리 크르듬), "강력한 자"(듬른), 그리고 도시의 수호신으로서 "우가리트의 바알"(바알 우가리트)로 묘사된다. 바알스본 (바알 차푸누)으로서 그는 특히 제벨 아크라 (고대 차파누 산과 고전 몬스 카시우스) 정상의 그의 궁전과 연관되었다. 그는 또한 "날개 달린 바알"(Bʿl 크느프)과 "화살의 바알"(Bʿl 하즈)로도 언급된다. 페니키아어와 아람어 비문은 "철퇴의 바알"(Bʿl 크른트리쉬), "레바논의 바알"(Bʿl Lbnn), "시돈의 바알"(Bʿl Ṣdn), Bʿl Ṣmd, "하늘의 바알"(바알 샤밈 또는 샤마인), 바알 아디르(Bʿl 아들), 바알 함몬 (바알 하몬), Bʿl 므그늠을 묘사한다.

### 바알 암몬
바알 암몬은 티레의 식민지인 카르타고에서 그들의 최고신으로 숭배되었다. 이 위치는 기원전 480년 히메라 전투 이후 티레와의 관계가 단절된 후 기원전 5세기에 발전한 것으로 여겨진다. 아다드처럼 바알 암몬도 풍요의 신이었다. 하지만 포에니 신에 대한 비문들은 다소 정보가 부족하여, 그는 달의 신 또는 다곤, 곡물의 신으로 다양하게 식별되었다. 바알 암몬은 황소 대신 숫양과 관련이 있었고 뿔을 가진 모습으로 묘사되었다. 고고학적 기록은 로마 시대 자료에서 카르타고인들이 그에게 자녀를 인신공양으로 불태웠다는 비난을 뒷받침하는 것으로 보인다. 그는 특히 카르타고 만 건너편 제벨 부 코르네인("두 뿔 언덕")의 야외 성지에서 바알 카르나임("두 뿔의 주")으로 숭배되었다. 그의 배우자는 여신 타니트였다.
'암몬'이라는 별칭은 불분명하다. 가장 흔하게는 북서셈어의 ḥammān("화로")과 연결되어 태양신으로서의 역할과 연관된다. 르낭과 깁슨은 이 용어를 함몬(현대 움 엘-아메드, 레바논의 티레와 이스라엘의 아크레 사이)과 연결시켰고 크로스와 리핀스키는 북부 시리아와 남동부 킬리키아를 분리하는 하만 또는 카몬, 즉 고전적인 아마누스 산맥과 현대 누르 산맥과 연결시켰다.

## 유대교

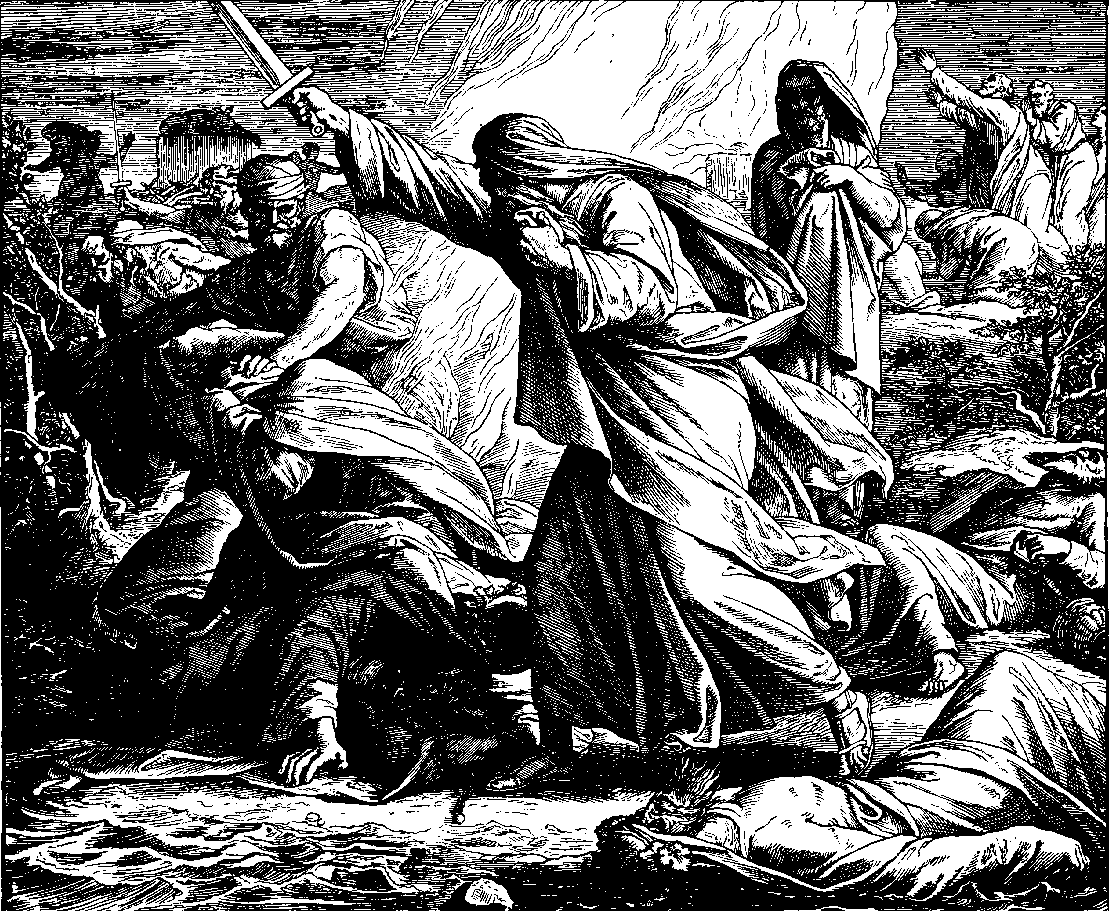
바알의 선지자 학살, 1860년 율리우스 슈노르 폰 카롤스펠트의 목판화

바알(히브리어: בַּעַל)은 히브리어 성경에 다양한 신들을 지칭하는 용어로 약 90번 나타난다. 가나안 바알의 사제들은 여러 번 언급되는데, 가장 두드러지게는 열왕기상에 나온다. 많은 학자들은 이것이 기원전 9세기에 이세벨이 이스라엘의 수도 사마리아에 티레의 바알인 멜카르트 숭배를 도입하려는 시도를 묘사한다고 믿는다. 이에 대해 데이는 이세벨의 바알이 더 가능성 있게는 하늘의 주인이신 하늘의 바알이었을 것이라고 주장하며, 이는 종종 하닷에게 적용되는 칭호로, 그 역시 종종 단순히 바알로 칭해진다.
열왕기상 18장에는 선지자 엘리야와 이세벨의 제사장들 사이의 대결에 대한 기록이 있다. 양측은 각자의 신에게 희생을 드렸는데, 바알은 그의 추종자들의 희생물을 불태우지 못했지만, 야훼의 하늘 불은 엘리야의 제단을 물에 적신 후에도 재로 만들어버렸다. 그러자 참관자들은 엘리야의 지시에 따라 바알의 제사장들을 죽였고, 그 후에 비가 내리기 시작하여 야훼가 날씨를 주관하심을 보여주었다.
바알 제사장들에 대한 다른 언급들은 그들이 기도 중에 향을 불태우고 특별한 전례복을 입고 희생을 드렸다고 묘사한다.

### 야훼
"바알"이라는 칭호는 어떤 맥락에서는 히브리어 "아돈"("주님")과 "아도나이"("나의 주님")의 동의어였으며, 이스라엘의 주 야훼의 별칭으로 여전히 사용된다. 일부 학자들에 따르면, 초기 히브리인들은 이스라엘의 신을 지칭하기 위해 "바알"("주님")과 "바알리"("나의 주님")라는 이름을 사용했는데, 북쪽에서 "바알"이 우가리트나 레바논의 주님을 지칭했던 것과 마찬가지였다. 이는 직접적으로나 일부 히브리어 신명 접두사 이름의 신성한 요소로서 발생했다. 그러나 다른 학자들에 따르면, 바알이라는 이름이 초기 이스라엘 역사에서 야훼에게 분명히 적용되었는지는 확실하지 않다. 고유 이름에 포함된 바알 요소는 주로 바알 숭배자나 바알 숭배자의 후손에게 적용된다. 야훼를 지칭하는 것으로 추정되는 바알 요소를 포함하는 이름들은 기드온 판관(또한 여룹바알, lit. "주님이 다투신다"로 알려짐), 사울의 아들 이스보셋("주님은 위대하시다"), 그리고 다윗의 아들 브엘리아다("주님이 아신다")가 있다. 브엘리야("주님은 야이시다"; "야훼는 바알이시다")라는 이름은 두 가지를 결합했다. 그러나 존 데이는 이스보셋, 므리브바알, 브엘리아다(즉, 바알리아다)라는 이름들이 단순히 가나안 신 바알을 암시하는 것인지, 아니면 야훼를 바알과 동일시하려는 의도인지, 아니면 바알과 전혀 관련이 없는지 확실하지 않다고 말한다.
기원전 9세기 이세벨의 계획은 이스라엘의 수도 사마리아에 자신의 페니키아 바알 숭배를 야훼 숭배에 반대하여 도입하는 것이었고, 이것이 바알이라는 이름을 이스라엘인들에게 저주받은 이름으로 만들었다.
처음에는 바알이라는 이름이 유대인들에게 차별 없이 자신들의 신을 지칭하는 데 사용되었지만, 두 종교 간의 투쟁이 심화되면서 바알이라는 이름은 수치의 대상으로 이스라엘인들에게 포기되었고, 여룹바알과 같은 이름조차 여룹보셋으로 변경되었다. 히브리어 보셋은 "수치"를 의미한다.

 이스보셋은 이스보셋으로, 므리브바알은 므비보셋으로 바뀌었지만, 다른 가능성도 있었다. 기드온의 이름 여룹바알은 온전하게 언급되었지만 가나안 신을 조롱하는 의미로 풀이되어 그가 헛되이 애썼음을 암시한다. 바알리의 직접적인 사용은 적어도 선지자 호세아 시대까지 계속되었는데, 그는 이스라엘인들이 그렇게 한 것을 책망했다.
브래드 E. 켈레는 호세아 2장에 나타난 바알 숭배에서의 종교적 성행위 언급이 이스라엘인들이 야훼 숭배를 바알로 바꾸거나 두 신앙을 혼합하던 역사적 상황의 증거라고 주장한다. 호세아의 성행위에 대한 언급은 이스라엘의 "배교"에 대한 은유라고 본다.
브라이언 P. 어윈은 북이스라엘 전통에서 "바알"은 선지자들에 의해 외래신으로 거부된 야훼의 한 형태라고 주장한다. 남이스라엘 전통에서 "바알"은 예루살렘에서 숭배되던 신이었다. 그의 숭배자들은 그를 야훼와 양립 가능하거나 동일하다고 보았고, 인신공양과 향기로운 식사 제물로 그를 경배했다. 결국, 역대기 역사가는 두 "바알"을 모두 비난했고, 신명기 역사가는 자신들이 반대하는 모든 신들을 "바알"이라고 불렀다.
마찬가지로 마크 S. 스미스(Mark S. Smith)는 야훼가 엘보다 바알로부터 더 영감을 받았을 가능성이 높다고 믿는다. 우가리트 문헌과 히브리어 성경에 따르면, 둘 다 폭풍의 신성한 전사이며 엘의 평화로운 특성을 결여하고 있기 때문이다.

### 바알 베리트
바알 베리트("계약의 주님")은 히브리 성경에 따르면 기드온이 죽은 후 이스라엘인들이 "길을 잃었을" 때 숭배했던 신이다. 같은 자료에 따르면 기드온의 아들 아비멜렉은 세겜의 어머니 친족에게 가서 "바알 베릿의 집"에서 은 70 셰켈을 받아 기드온의 다른 아내들에게서 태어난 70명의 형제들을 죽이는 데 도움을 받았다. 이전 구절에서는 세겜이 모든 이스라엘 지파와 "엘 야훼, 우리 이스라엘의 하느님" 사이의 여호수아의 계약 장소였으며, 이후 구절에서는 "엘 베릿의 집"이 있는 곳으로 묘사된다. 따라서 비난받는 "바알들"의 거짓 숭배가 새로운 우상 숭배인지 아니면 더 큰 신전 내에서 야훼를 단순한 지역 신으로 두는 의식과 교리인지 불분명하다. 히브리 성경은 판관 시대부터 왕정 시대까지 이스라엘을 위협하는 바알 숭배를 기록한다. 그러나 판관 시대에는 이러한 숭배가 야훼에 대한 더 깊고 지속적인 숭배에서 가끔씩 벗어난 일탈이었던 것으로 보인다.
사사기 이야기 전체에서 야훼에 대한 대중의 신앙은 강력한 흐름으로 이어진다. 이 신앙은 판관들을 일으키고, 시인, 예언자, 나실인에게 영감을 준다. ... 바알과 아스다로트 숭배가 이 장들 사이에 도식적으로 삽입되었지만, 이야기 자체에서는 외래 신들에 대한 활기찬 대중적 신앙의 흔적을 찾아볼 수 없다. 바알 예언자들은 수세기 후에 이스라엘에 나타났지만, 이스라엘이 가나안 종교에 가장 깊이 영향을 받았다고 여겨지는 판관 시대에는 바알 제사장이나 예언자가 없었고, 이스라엘의 삶에 다신교가 활력적인 영향을 미쳤다는 다른 어떤 암시도 없다.

신명기 역사가와 예레미야서의 현 형태는 이 투쟁을 단일신교 또는 일신교 대 다신교로 표현하는 듯하다. 야훼는 히브리 성경에서 종종 엘 엘리온과 동일시되지만, 이는 종교적 혼합주의 과정에서 엘과 융합된 후였다. 엘(히브리어: אל)은 숭배되는 신의 이름이 아니라 "신"을 의미하는 일반적인 용어가 되었고, 엘 샤다이와 같은 별칭은 야훼에게만 적용되었으며, 바알의 폭풍과 날씨 신으로서의 본성은 야훼 자신의 폭풍과의 동일시로 동화되었다. 다음 단계에서 야훼 신앙은 가나안 유산으로부터 자신을 분리했다. 먼저 9세기에 바알 숭배를 거부하고, 이어서 8세기에서 6세기 동안 선지자들의 바알, 태양 숭배, "산당"에서의 숭배, 죽은 자와 관련된 관행, 기타 문제들에 대한 비난을 통해 분리했다.

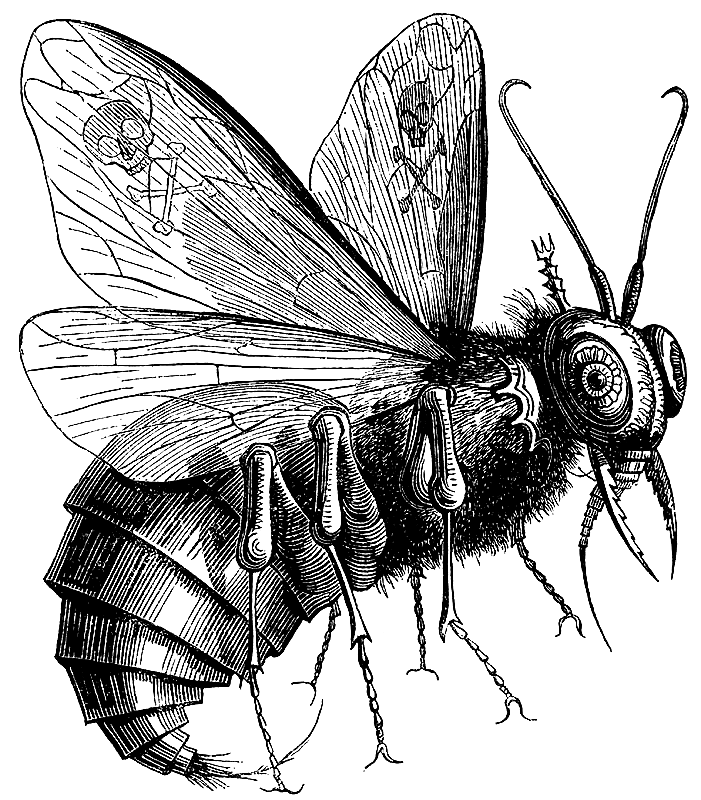
자크 콜랭 드 플랑시의 지옥 사전 1863년판에 나오는 "바알제붑".

### 바알제붑
바알제붑(히브리어: בעל זבוב, lit. "파리 군주")은 열왕기하 첫 장에 블레셋인의 도시 에그론의 신 이름으로 나타난다. 이 구절에서 이스라엘의 왕 아하지야는 최근 낙상으로 인한 부상에서 살아남을 수 있을지 바알제붑의 사제들에게 물어보았다고 한다. 이 불경에 분노한 선지자 엘리야는 그가 곧 죽을 것이라고 예언했고, 그를 벌하기 위해 보낸 군사들에게 하늘 불을 내렸다. 유대인 학자들은 "파리 군주"라는 칭호를 바알을 똥 더미로, 그의 추종자들을 해충으로 부르는 히브리적인 방식이라고 해석했지만, 다른 이들은 전염병을 일으키고 치료하는 능력과 관련되어 아하지야의 질문에 적합하다고 주장한다. 70인역은 이 이름을 바알제부브(βααλζεβούβ)와 "파리의 바알"(βααλ μυιαν, 바알 무이안)으로 번역한다. 에비온파 심마쿠스는 이 이름을 베엘제부울(Βεελζεβούλ)로 번역했는데, 이는 원래의 의미를 반영했을 수 있다. 이것은 우가리트어로 "바알 왕자"를 의미하는 B‘l Zbl이었을 것이라고 제안되었다.

## 고전 자료
유대교 및 기독교 문맥 외부에서, 바알의 다양한 형태는 고전 자료에서 벨루스(고대 그리스어: Βῆλος, Bē̂los)로 무관하게 번역되었다. 예를 들어 플라비우스 요세푸스는 이세벨이 "티레인의 신에게 그들이 벨루스라고 부르는 신전을 지었다"고 말한다. 이는 티레의 바알, 즉 멜카르트를 묘사한다. 헤르만은 필로 비블리우스가 언급한 데마루스/데마루스 인물을 바알로 식별한다.
그러나 바알 함몬은 그리스의 크로노스와 로마의 사투르누스와 자불 사투르누스로 동일시되었다. 그는 멜카르트와 결코 동일시되지 않았을 가능성이 높지만, 이 주장은 오래된 학설에 나타난다.

## 기독교
바알제붑 또는 베엘제불은 신약성경의 작가들에 의해 악마의 "왕"인 사탄으로 식별되었다.
존 밀턴의 1667년 서사시 실낙원은 사탄 주위에 모이는 타락천사들을 묘사하며, 그들의 천상의 이름은 "지워지고 지워졌지만", "옛 유프라테스강의 경계하는 강물"과 "이집트와 시리아 땅을 가르는 시내" 사이에서 "땅을 헤매며" 새로운 이름을 얻을 것이라고 말한다.
바알과 바알리스트와 같은 파생된 별칭은 잉글랜드의 종교 개혁 동안 성인들과 그들의 헌신자들을 비난하는 데 사용되었다.

## 이슬람교
쿠란에는 예언자 일리아스 (엘리야)가 그의 백성에게 바알 숭배를 경고했다고 언급되어 있다.
실로 일리아스는 사도들 중 하나였나니, (123) 그가 백성에게 말하기를 "너희는 하나님을 두려워하지 아니하느냐? (124) 너희는 바알을 부르고 최고의 창조주이신 (125) 너희 주님이시며 너희 첫 조상들의 주님이신 알라를 외면하느냐?" (126) 그들이 그를 부정했으니, 실로 그들은 처벌을 받을 것이라, (127) 알라의 선택받은 종들은 예외이니라. (128) 그리고 우리는 그에게 후대 사람들에게 [좋은 언급]을 남겼노라: (129) 일야신*에게 평화가 있으라. (130) 실로 우리는 선을 행하는 자들에게 이처럼 보상하노라. (131) 실로 그는 우리의 믿는 종들 중 하나였느니라. (132). 쿠란 수라 37, 123-132절

타바리에 따르면, 바알은 아랍인들이 어떤 것에 대한 주인을 나타내기 위해 사용하는 용어이다.
알-사알라비는 바알에 대해 더 자세한 설명을 제공한다. 그에 따르면 바알은 금으로 만들어진 우상으로, 높이가 20큐빗이고 네 개의 얼굴을 가지고 있었다.
삼자음근(바, 아인, 람) baʿl은 쿠란에 7번 나오며, 일반적인 셈족어에서 '소유자, 남편'이라는 의미로, 특히 남편을 뜻하는 데 사용된다. 예를 들어, 사라, 아브라함의 아내는 남편을 지칭할 때 이 용어를 사용한다.

## 같이 보기
- 아도니스
- 바엘
- 바알제붑
- 바알 (동음이의)
- 바알의 대중문화
- 악마 바알
- 바알라스
- 바알 페오르 (프오르 산의 주님)
- 바알스본 (자폰 산의 주님)
- 벨과 벨 신전
- 벨루스
- 벨리알
- 세트
- 테슙과 테이스파스

### 설명주
1. ↑  우가리트어: 𐎁𐎓𐎍 baʿlu;[8] 페니키아어: 𐤁𐤏𐤋 baʿl; 고대 히브리어: בעל baʿal, he.
2. ↑  이 쐐기 문자는 수메르어 텍스트에서 EN으로 취해지는 ⟨ 𒂗 ⟩과 동일하다. 그곳에서 '고위 사제' 또는 '군주'를 의미하며 엔키와 엔릴 신의 이름에 나타난다.
3. ↑  현존하는 기록에서 바알의 생식력에 대한 권능은 식물에만 미친다. 이전 학설에서는 바알이 인간의 생식력도 통제한다고 주장했지만, 이는 오해 또는 이제는 의심스러운 것으로 간주되는 비문을 근거로 한 것이다.[28] 비슷하게, 바알을 태양의 의인화로 다루는 19세기 학설은 잘못된 것으로 보인다. 근동 신들의 점성신학은 종교의 기원보다 훨씬 나중인 철기 시대의 발전이었으며, 그 발전 이후 벨과 바알은 행성 목성과 연관되었다.[29] 태양은 가나안에서 여신 샤파쉬 또는 남신 샤마쉬로 숭배되었다.
4. ↑  헤르만은 이 별개의 혈통을 문자적으로 받아들이는 것에 반대하며, 대신 그것들이 바알의 역할을 설명한다고 제안한다. 신으로서 그는 "신들의 아버지"인 엘의 자식으로 이해되며, 그의 생식력 측면은 그를 곡물의 신 다간과 연결한다.[26]
5. ↑  이 기록은 불완전하고 모호하다. 일부 학자들은 이 용어들 중 일부 또는 전부가 리탄을 지칭한다고 보며, 다른 구절에서는 아나트가 바알을 대신하여 괴물을 파괴한 공로를 주장한다. 헤르만은 "Šalyaṭu"를 고유명사로 간주하며[34] "강한 자" 또는 "폭군"으로 번역하지 않는다.[36]
6. ↑  이 이름은 우가리트에서 발견된 케레트 전설에 두 번 나타난다. 이 발견 이전에 니베리는 이 이름을 신명기,[38] 사무엘기,[39][40] 이사야서,[41] 그리고 호세아서의 히브리어 본문으로 복원했다.[42] 그 검증 이후, 시편과 욥기에서 추가적인 사례가 주장되었다.[17]
7. ↑  "베엘제불의 어원은 여러 방향으로 진행되었다. 변형된 독해인 베엘제붑(시리아어 번역자와 예로니무스)은 열왕기하 1:2, 3, 6, 16에 언급된 에그론 시의 블레셋 신과 베엘제불을 동일시하는 오랜 전통을 반영한다. 바알제붑(히브리어 ba˓al zĕbûb)은 '파리의 군주'를 의미하는 것으로 보인다 (HALAT, 250, 그러나 70인역 바알 무이안 테온 아카론, '아크카론의 신, 파리 바알' 참조; 요세푸스, 유대 고대사 9:2, 1 테온 무이안)."[85]
8. ↑  아른트 외는 이를 뒤집어 심마쿠스가 더 흔한 베엘제부울을 바알제부브로 음역했다고 말한다.[83]
9. ↑  "우가리트어로 '천상의 거처의 주'를 의미할 수 있는 b‘l zbl이 신의 이름을 경멸적인 별칭으로 만들기 위해 b‘l zbb로 변경되었을 가능성이 더 높다. 마태복음 10:25에 나오는 베엘제불이라는 독법은 이름의 올바른 형태를 반영할 것이며, 이는 '집의 주인'(그리스어 oikodespótēs)에 대한 말장난이다."[92]
10. ↑  "많은 사람들이 제안하는 또 다른 대안은 zĕbûl을 '(높은) 거처'를 의미하는 명사와 연결하는 것이다."[85]
11. ↑  "동시대 셈어에서 그것은 '집의 주인'으로 이해되었을 수 있다. 만약 그렇다면, 이 구절은 마태복음 10:25b에서 이중적인 의미로 사용될 수 있었다."[93]
12. ↑  "신약 그리스어에서 beelzeboul, beezeboul (킹 제임스 성경과 공인역본에서는 Beelzebub)은 마귀들의 우두머리이다 (마태복음 12:24, 27; 마가복음 3:22; 누가복음 11:15, 18f.), 사탄과 동일시된다 (마태복음 12:26; 마가복음 3:23, 26; 누가복음 11:18)."[93]
13. ↑  "게다가 마태복음 12:24; 마가복음 3:22; 누가복음 11:15에서는 ἄρχων τῶν δαιμονίων '마귀들의 우두머리'라는 동격어가 사용된다."[89]

### 참조주
1. ↑  S. A. Wiggins, Pidray, Tallay and Arsay in the Baal Cycle, Journal of Northwest Semitic Languages 2(29), 2003, p. 86-93
2. ↑  Kramer 1984, 266쪽.
3. ↑  〈Baal (ancient deity)〉. 《Encyclopedia Britannica》 online판. 2024년 3월 29일.
4. 1 2  〈Baal〉. 《옥스퍼드 영어사전》 온라인판. 옥스퍼드 대학교 출판부. 2019년 12월 26일에 확인함. (구독 또는 참여 기관 회원가입 필요)
5. ↑  〈Baal〉. 《Lexico UK English Dictionary》. Oxford University Press. 2019년 12월 26일에 원본 문서에서 보존된 문서.
6. ↑  “Baal”. 《메리엄-웹스터 사전》.
7. ↑  Webb, Steven K. (2012). 〈Baal〉. 《Webb's Easy Bible Names Pronunciation Guide》.
8. ↑  De Moor & al. (1987), 1쪽.
9. 1 2 3  Smith (1878), 175–176쪽.
10. ↑  AYBD (1992), "Baal (Deity)".
11. ↑  JANES 5 1973 Weinfeld "Rider of the Clouds"
12. ↑  Weninger, Stefan (2011년 12월 23일). 《The Semitic Languages》. Berlin [u.a..]: Walter de Gruyter. ISBN 978-3-11-025158-6.
13. ↑  로마서 11:4
14. 1 2 3 4 5 6 7 8 9  Herrmann (1999a), 132쪽.
15. ↑  Huss (1985), 561쪽.
16. ↑  옥스포드 영어사전 (1885), "Baalist, n."
17. 1 2 3 4  Pope (2007).
18. 1 2 3 4 5 6  DULAT (2015), "bʕl (II)".
19. ↑  Kane (1990), 861쪽.
20. 1 2  Strong (1890), H1172.
21. ↑  Wehr & al. (1976), 67쪽.
22. ↑  Belin, in Gilles Ménage, Dictionnaire étymologique de la langue françoise, 1750. Ménage constructs a derivation of both the "Chaldean" Bel and the Celtic Belin
from a supposed word for 'ball, sphere', whence 'head', and 'chief, lord'
23. ↑  Halpern (2009), 64쪽.
24. 1 2  Day (2000), 68쪽.
25. ↑  Ayali-Darshan (2013), 652쪽.
26. 1 2 3 4 5  Herrmann (1999a), 133쪽.
27. 1 2 3 4  Herrmann (1999a), 134쪽.
28. ↑  Herrmann (1999a), 134–135쪽.
29. ↑  Smith & al. (1899).
30. ↑  Batuman, Elif (2014년 12월 18일), 〈The Myth of the Megalith〉, 《더 뉴요커》
31. ↑  Lewis, Theodore J. (2020). 《The Origin and Character of God: Ancient Israelite Religion through the Lens of Divinity》. Oxford University Press. 73–118쪽. ISBN 978-0190072544.
32. ↑  Allen, Spencer L (2015). 《The Splintered Divine: A Study of Istar, Baal, and Yahweh Divine Names and Divine Multiplicity in the Ancient Near East》. Walter de Gruyter GmbH & Co KG. 216쪽. ISBN 9781614512363.
33. ↑  Miller (2000), 32쪽.
34. 1 2 3 4 5 6  Herrmann (1999a), 135쪽.
35. ↑  Uehlinger (1999), 512쪽.
36. ↑  DULAT (2015), "šlyṭ".
37. ↑  Collins (1984), 77쪽.
38. ↑  신명기 33:12.
39. ↑  사무엘상 2:10.
40. ↑  사무엘하 23:1.
41. ↑  이사야서 59:18 & 63:7.
42. ↑  호세아서 7:16.
43. 1 2  Herrmann (1999a), 132–133쪽.
44. ↑  〈Baal | ancient deity〉. 《Encyclopedia Britannica》 (영어). 2017년 8월 4일에 확인함.
45. ↑  Moscati (2001), 132쪽.
46. ↑  Lancel (1995), 197쪽.
47. ↑  Lipiński (1992).
48. ↑  Xella 외. (2013).
49. ↑  Lancel (1995), 195쪽.
50. ↑  Walbank (1979), 47쪽.
51. ↑  Gibson (1982), 39 & 118쪽.
52. ↑  Cross (1973), 26–28쪽.
53. ↑  Lipiński (1994), 207쪽.
54. 1 2  플라비우스 요세푸스, 유대 고대사, 8.13.1.
55. 1 2 3  BEWR (2006), "Baal".
56. ↑  Day (2000), 75쪽.
57. ↑  열왕기상 18
58. ↑  열왕기하 23:5.
59. ↑  열왕기하 10:22
60. ↑  Herrmann (1999a), 136쪽.
61. ↑  Ayles (1904), 103쪽.
62. ↑  역대상 12:5.
63. ↑  Easton (1893), "Beali′ah".
64. ↑  Day (2000), 72쪽.
65. ↑  ZPBD (1963).
66. ↑  역대상 9:40.
67. ↑  사사기 6:32.
68. ↑  호세아 2:16
69. ↑  Kelle (2005), 137쪽.
70. ↑  Irwin, Brian P. (1999). 《Baal and Yahweh in the Old Testament: A Fresh Examination of the Biblical and Extra-Biblical Data》. 《University of St. Michael's College》 (Thesis).
71. ↑  van Oorschot, Jürgen; Witte, Markus (2019). 《The Origins of Yahwism》. De Gruyter. 23–43쪽. ISBN 978-3110656701.
72. 1 2  사사기 8:33–34.
73. ↑  사사기 9:1–5.
74. ↑  여호수아 24:1–25.
75. ↑  사사기 9:46.
76. ↑  Smith (2002), Ch. 2.
77. ↑  예헤즈켈 카우프만, 이스라엘 종교: 그 시작부터 바빌론 유배까지 (1972), p.138-139:
78. ↑  신명기 4:1–40
79. ↑  예레미야서 11:12–13
80. ↑  Smith 2002, 8쪽.
81. ↑  Smith 2002, 8, 135쪽.
82. ↑  Smith 2002, 9쪽.
83. 1 2  Arndt & al. (2000), 173쪽.
84. ↑  Balz & al. (2004), 211쪽.
85. 1 2  AYBD (1992), "Beelzebul".
86. ↑  열왕기하 1:1–18.
87. ↑  Kohler (1902).
88. ↑  Lurker (1987), 31쪽.
89. 1 2  Herrmann (1999b).
90. ↑  Souvay (1907).
91. ↑  Wex (2005).
92. ↑  McIntosh (1989).
93. 1 2  Bruce (1996).
94. ↑  Jongeling, K. (1994). 《North-African Names from Latin Sources》 (영어). Research School CNWS. ISBN 978-90-73782-25-9.
95. ↑  밀턴, 실낙원, 1권, 419–423행.
96. 1 2  Tottoli, Roberto. 〈Baal〉.   Fleet, Kate; Krämer, Gudrun; Matringe, Denis; Nawas, John; Rowson, Everett. 《Encyclopaedia of Islam》 3판. Brill Online. doi:10.1163/1573-3912_ei3_COM_23985. ISSN 1873-9830.
97. 1 2  꾸란 37:123–132
98. ↑  “Tafseer of the Mosque of Al-Bayan in Tafsir al-Qur'an/al-Tabari (d. 310 AH)” (아랍어).
99. ↑  “The Quranic Arabic Corpus - Quran Dictionary”. 《corpus.quran.com》. 2023년 9월 30일에 확인함.
100. ↑  “Surah Hud - 72”. 《Quran.com》 (영어). 2023년 9월 30일에 확인함.
101. ↑  “The Quranic Arabic Corpus - Word by Word Grammar, Syntax and Morphology of the Holy Quran”. 《corpus.quran.com》. 2023년 9월 30일에 확인함.

## 참고 문헌
- Arndt, W.; Danker, F.W.; Bauer, W. (2000), 《A Greek-English Lexicon of the New Testament and Other Early Christian Literature, 3rd ed.》, Chicago: University of Chicago Press
- Ayali-Darshan, Noga (2013), 〈Baal, Son of Dagan: In Search of Baal's Double Paternity〉, 《Journal of the American Oriental Society, Vol. 133, No. 4》, 651–657쪽
- Ayles, H.H.B. (1904), 《A Critical Commentary on Genesis II.4-III.25》, Cambridge: J. & C.F. Clay for the Cambridge University Press
- Balz, Horst R.; Schneider, Gerhard (2004), 《Exegetical Dictionary of the New Testament》 I, Grand Rapids: translated from the German for Wm. B. Eerdmans Publishing, ISBN 978-0802828033
- Bruce, Frederick Fyvie (1996), 〈Baal-Zebub, Beelzebul〉,   Marshall, I. Howard; Millard, Alan R.; Packer, J.I.; Wiseman, Donald J., 《New Bible Dictionary, 3rd ed.》, Leicester: InterVarsity Press, 108쪽, ISBN 978-0830814398
- Collins, John J. (1984), 《Daniel: with an Introduction to Apocalyptic Literature》, Grand Rapids: Wm. B. Eerdmans Publishing, ISBN 9780802800206
- Cross, Frank Moore Jr. (1973), 《Canaanite Myth and Hebrew Epic: Essays in the History of the Religion of Israel》, 케임브리지: Harvard University Press, ISBN 9780674030084
- Day, John (2000), 《Yahweh and the Gods and Goddesses of Canaan》, Sheffield Academic Press, ISBN 978-1850759867
- De Moor, Johannes Cornelius; Spronk, Klaas (1987),  Hoftijzer, J.; Hospers, J.H., 편집., 《A Cuneiform Anthology of Religious Texts from Ugarit: Autographed Texts and Glossaries》, Leiden: E.J. Brill (Semitic Studies Series №VI), ISBN 90-04-08331-6
- Easton, Matthew George, 편집. (1893), 《Illustrated Bible Dictionary and Treasury of Biblical History, Biography, Geography, Doctrine, and Literature with Numerous Illustrations and Important Chronological Tables and Maps》, New York: Harper & Bros.
- Frassetto, Michael, 편집. (2006), 《Britannica Encyclopedia of World Religions》, New York: Encyclopædia Britannica, ISBN 978-1-59339-491-2
- Freedman, David Noel, 편집. (1992), 《The Anchor Yale Bible Dictionary》 1, New York: Doubleday, ISBN 978-0300140019
- Gibson, John Clark Love (1982), 《Textbook of Syrian Semitic Inscriptions》, III: Phoenician Inscriptions, Oxford: Oxford University Press, ISBN 9780198131991
- Halpern, Baruch (2009),  Adams, M.J., 편집., 《From Gods to God: The Dynamics of Iron Age Cosmologies》, Tübingen: Mohr Siebeck (Ser. Forschungen zum Alten Testament, No. 63), ISBN 978-3-16-149902-9
- Herrmann, Wolfgang (1999a), 〈Baal〉,   Toorn, Karel van der; Becking, Bob; Horst, Pieter Willem van der, 《Dictionary of Deities and Demons in the Bible, 2nd ed.》, Grand Rapids: Wm. B. Eerdmans Publishing, 132–139쪽
- Herrmann, Wolfgang (1999b), 〈Baal Zebub〉,   Toorn, Karel van der; Becking, Bob; Horst, Pieter Willem van der, 《Dictionary of Deities and Demons in the Bible, 2nd ed.》, Grand Rapids: Wm. B. Eerdmans Publishing, 154쪽
- Huss, Werner (1985), 《Geschichte der Karthager》, Munich: C.H. Beck, ISBN 9783406306549. (독일어)
- Kane, Thomas Leiper (1990), 《Amharic–English Dictionary》 I, Weisbaden: Otto Harrassowitz, ISBN 978-3-447-02871-4
- Kohler, Kaufmann (1902), 〈Beelzebub or Beelzebul〉,   Singer, Isidore;  외., 《The Jewish Encyclopedia》 II, New York: Funk & Wagnalls, 629–630쪽
- Kelle, Brad E. (2005), 《Hosea 2: Metaphor and Rhetoric in Historical Perspective》, Society of Biblical Lit, 137쪽
- Kramer, 사무엘 노아 크레이머 (1984). 《Studies in Literature from the Ancient Near East: Dedicated to Samuel Noah Kramer》 (영어). American Oriental Society. ISBN 978-0-940490-65-9.
- Lancel, Serge (1995), 《Carthage: A History》, Wiley-Blackwell, translated from the French by Antonia Nevill, ISBN 978-1557864680
- Lipiński, Edward (1992), 《Dictionnaire de la civilisation phenicienne et punique [Dictionary of the Phoenician and Punic Civilization]》 (프랑스어), Brepols, ISBN 2-503-50033-1
- Lurker, Manfred (1984), 《Lexicon der Götter und Dämonen》 [Dictionary of Gods and Demons], Stuttgart: Alfred Krämer Verlag, translated from the German for Routledge in 1987 as The Routledge Dictionary of Gods and Goddesses, Devils and Demons
- McIntosh, Duncan (1989), 〈Baal-Zebub〉,   Bromiley, Geoffrey W., 《International Standard Bible Encyclopedia, Rev. ed.》 I, Grand Rapids: Wm. B. Eerdmans Publishing, 381쪽
- Miller, Patrick (2000), 《Israelite Religion and Biblical Theology: Collected Essays》, Continuum Int'l Publishing Group, ISBN 1-84127-142-X
- Moscati, Sabatino (2001), 《The Phoenicians》, Tauris, ISBN 1-85043-533-2
- Olmo Lete, Gregorio del; Sanmartin, Joaquin; Watson, Wilfred G.E., 편집. (2015), 《Diccionario de la Lengua Ugarítica, 3rd ed.》, Leiden: translated from the Spanish for E.J. Brill as A Dictionary of the Ugaritic Language in the Alphabetic Tradition (Ser. Handbuch der Orientalistik [Handbook of Oriental Studies], Vol. 112), ISBN 978-90-04-28864-5
- 틀:Cite EJ
- Schniedewind, William; Hunt, Joel (2007), 《A Primer on Ugaritic: Language, Culture, and Literature》, 케임브리지: Cambridge University Press, ISBN 978-1139466981
- Smith, Mark S. (2002), 《The Early History of God: Yahweh and the Other Deities in Ancient Israel》, Grand Rapids: Wm. B. Eerdmans Publishing
- Smith, William Robertson; Moore, George Foot (1899), 〈Baal〉,   Cheyne, Thomas Keith; Black, John Sutherland, 《Encyclopædia Biblica》 I, New York: Macmillan, 401–403쪽
- Smith, William Robertson (1878), 〈Baal〉,   Baynes, T.S., 《브리태니커 백과사전》 3 9판, 뉴욕: Charles Scribner's Sons, 175–176쪽
- Souvay, Charles (1907), 〈Baal, Baalim〉, 《가톨릭 백과사전》 II, New York: Robert Appleton Co.
- Strong, James (1890), 《The Exhaustive Concordance of the Bible》, Cincinnati: Jennings & Graham
- Tenney, Merrill C.; Barabas, Stevan; DeVisser, Peter, 편집. (1963), 《The Zondervan Pictorial Bible Dictionary》, Grand Rapids: Zondervan Publishing House, ISBN 978-0310235606
- Uehlinger, C. (1999), 〈Leviathan〉,   Toorn, Karel van der; Becking, Bob; Horst, Pieter Willem van der, 《Dictionary of Deities and Demons in the Bible, 2nd ed.》, Grand Rapids: Wm. B. Eerdmans Publishing, 511–515쪽
- Walbank, Frank William (1979), 《A Historical Commentary on Polybius》 2, Oxford: Clarendon Press
- Wehr, Hans; Cowan, J. Milton (1976), 《A Dictionary of Modern Written Arabic》, 이타카: Spoken Language Services, ISBN 0879500018
- Wex, Michael (2005), 《Born to Kvetch》, New York: St Martin's Press, ISBN 0-312-30741-1
- Xella, Paolo; Quinn, Josephine; Melchiorri, Valentina; Van Domellen, Peter (2013), 〈Cemetery or sacrifice? Infant burials at the Carthage Tophet: Phoenician bones of contention〉, 《Antiquity, Vol. 87, No. 338》, 1199–1207쪽

## 더 읽어보기
- Russell, Stephen C.; Hamori, Esther J., 편집. (2020), 《Mighty Baal: Essays in Honor of Mark S. Smith》, Harvard Semitic Studies 66, BRILL, ISBN 978-90-04-43767-8
- Smith, M.S. (1994), 《The Ugaritic Baal Cycle》 I, Leiden: E.J. Brill, ISBN 978-90-04-09995-1
- Smith, M.S.; Pitard, W. (2009), 《The Ugaritic Baal Cycle》 II, Leiden: E.J. Brill, ISBN 978-90-04-15348-6